# Olha Kobyljanska
Olha Julianivna Kobyljanska (ukrainska: Ольга Юліанівна Кобилянська), född 27 november 1863 i staden Gura Humorului (ukrainska: Гура-Гумора) i Österrike-Ungern (nuvarande Rumänien), död 21 mars 1942 i Tjernivtsi i Rumänien (nuvarande Ukraina), var en ukrainsk författare.

## Biografi

### Tidigt liv
Fadern Julian Jakovytj Kobyljanskyj var ukrainare från Mykytyntsi i Halytjyna men som flyttat till Bukovyna och där försörjt sig som bokhållare och skatteindrivare. Modern Marija Josypivna Werner var av tysk-polsk släkt vilket gjorde att Olha redan från barnsben kunde prata inte bara ukrainska utan också tyska och polska.

### Karriär
Olha Kobyljanskas skolgång var också alltigenom tysk. Hennes första novell "Hortense" från 1880 skrev hon därför på tyska. Även de efterföljande novellerna som hon skrev under 1880-talet författades på tyska, även om berättelserna oftast var förlagda till Bukovyna och huzulernas kultur.
Efter att ha bott i ett flertal orter i södra Bukovyna (bland annat i Câmpulung 1874–1889) flyttade hon med sin familj 1891 till Bukovynas huvudort Tjernivtsi. Väl där kom hon i närmare kontakt med fysikern Sofia Okunevska som övertygade henne om att hon skulle börja skriva för det ukrainska folket också på det ukrainska språket. Hon blev nu också aktiv inom den ukrainska kvinnorättsrörelsen i Bukovyna och bildade 1894 i Tjernivtsi, en ukrainsk kvinnoförening (ukrainska: Товариства руських жінок на Буковині).
Olha Kobyljanska blev också bekant med andra samtida ukrainska författare såsom Lesia Ukrajinka, Ivan Franko och Mychajlo Kotsjubynskyj. Framförallt blev hon en nära vän till Lesia Ukrajinka, som på grund av sin tuberkulos tidvis vistades i Bukovyna. Hennes noveller skrevs nu på ukrainska såsom "Personen" (Людина) (1894), "Drottningen" (Царівна) (1895), "Aristokraten" (Аристократка) (1896) och "Jorden" (Земля) (1902).
År 1905 drabbades hon av en partiell förlamning, men hon fortsatte trots detta att fortsätta sitt författarskap. Bland annat skrev hon 1908 sin kanske mest kända novell: "På söndagsmorgonen plockade hon örter..." (В Неділю рано зілля копала...).
Bukovyna blev under första världskriget skådeplats för våldsamma sammandrabbningar mellan österrikiska och ryska trupper där ukrainare stred på bägge sidor. Hennes bror Oleksandr, som var officer i den österrikiska armén, blev krigsfånge i Sibirien. Olha Kobyljanska blev starkt påverkad av detta och skrev en rad antikrigsnoveller såsom "Judas" (Юда), "En dömd soldats brev till sin hustru" (Лист засудженого вояка до своєї жінки) och "Att möta ödet" (Назустріч долі).
Efter första världskriget blev Tjernivtsi och Bukovyna en del av Rumänien. Hon fortsatte, trots ett betydligt sämre klimat för det ukrainska språket, att skriva noveller som dock oftast blev publicerade i Lwów (i dåvarande Polen) och i det sovjetiska Ukraina. Under denna period skrev hon bland annat "Men Gud förblev tyst" (Але господ мовчит) och "Allmogens apostel" (Апостол черні) (1936).

### Senare liv
År 1936 återkom hennes förlamning i vänstra delen av kroppen vilket gjorde henne mer eller mindre bunden till hemmet, och hennes författarskap upphörde.
I juni 1940 intogs Bukovyna av sovjetiska trupper och den nya kommunistiska regimen försökte nu använda sig av den ännu vid liv varande Olha Kobyljanska i sin propaganda. Bland annat lät man publicera artiklar där hon påstods hylla den nya regimen. Hon var själv dock inte kapabel att skriva några artiklar och i själva verket var artiklarna skrivna av andra.
I juni 1941 återtogs Bukovyna av rumänska trupper och en polisundersökning av Olha Kobyljanskas påstådda samröre med de sovjetiska myndigheterna påbörjades. Hennes hälsa försämrades dock alltmer och hon avled till följd av en hjärnblödning den 21 mars 1942. Begravningsgudstjänsten ägde rum i den grekisk-katolska kyrkan Gudsmoderns himmelsfärd i Tjernivtsi.

## Eftermäle
Olha Kobyljanskas hem i Tjernivtsi från 1929 till hennes död 1942 är sedan 1944 ett litterärt museum. Ett flertal av hennes noveller översattes i början av 1900-talet till flera andra språk såsom ryska, tyska, engelska, tjeckiska, bulgariska och polska, dock inte svenska. Flera noveller har också filmats och blivit teaterpjäser.

## Galleri

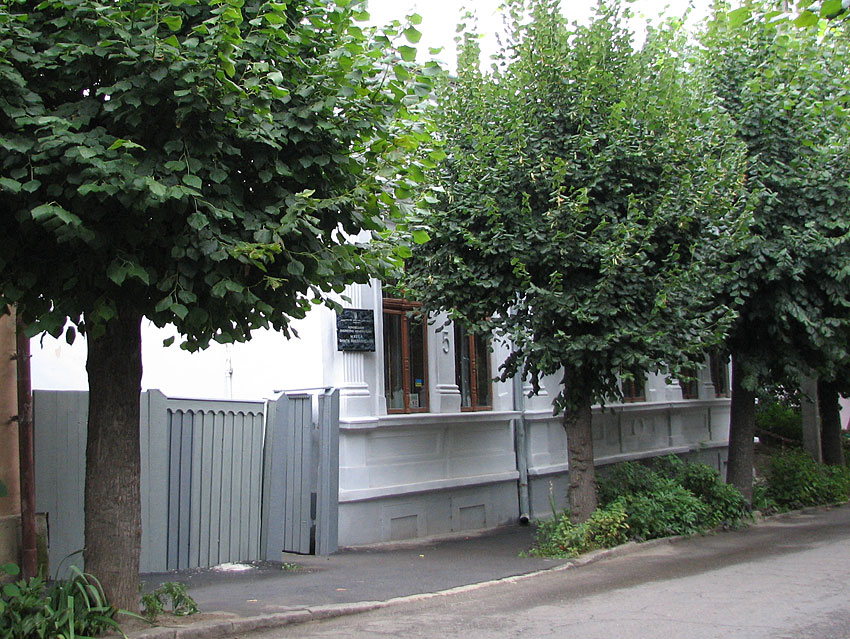
Olha Kobyljanskas museum i Tjernivtsi, Ukraina 2007.
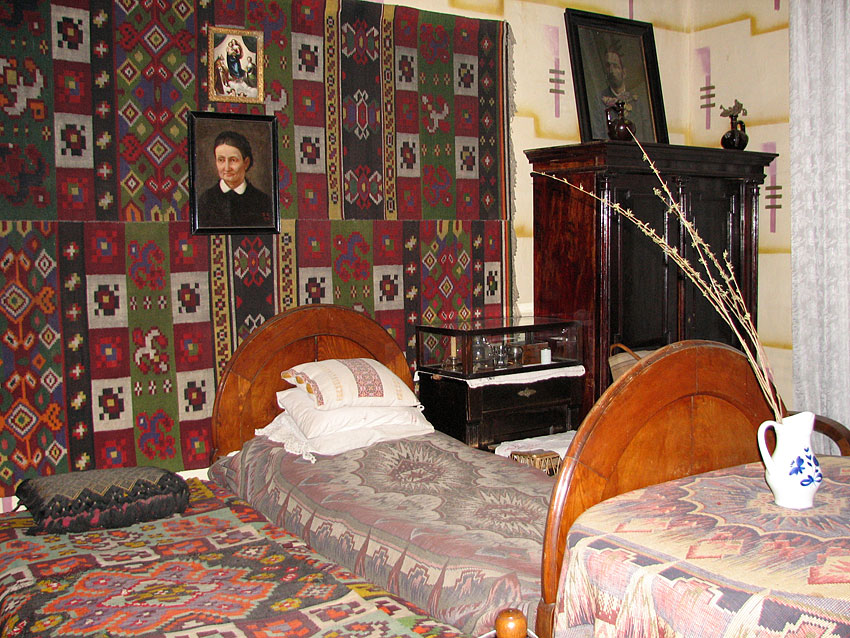
Sovrummet i Olha Kobyljanskas museum i Tjernivtsi, Ukraina 2007. Över sängen hänger hennes bror Stepans målning av modern Marija Josypivna.